# أغوستين أباركا
أغوستين أباركا (بالإسبانية: Agustín Abarca)‏ هو رسام تشيلي، ولد في 27 ديسمبر 1882 في تالكا في تشيلي، وتوفي في 28 مايو 1953 في سانتياغو في تشيلي.